# Postleitzahl (Niederlande)

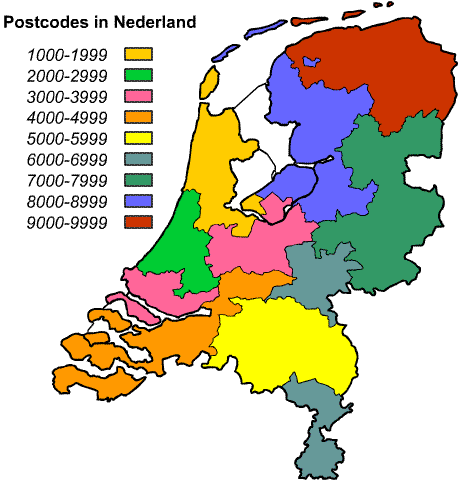
Postleitzahl in den Niederlanden, Gebiete laut erster Ziffer

Anfang 1978 wurde die Postleitzahl in den Niederlanden (niederländisch: Postcode) eingeführt. Die niederländische Postleitzahl besteht aus vier Ziffern und zwei Buchstaben. Die ersten beiden Ziffern bezeichnen die Region, die letzten beiden Ziffern das Dorf bzw. den Ortsteil. Die beiden Buchstaben bezeichnen das Stadtviertel und die Straße. Der Postleitzahl kann eine Hausnummer nachgestellt werden, um eine eindeutige Adressierung zu kodieren. Das Format für die Postleitzahl ist siebenstellig, ein Leerzeichen trennt die vier Ziffern von den zwei Buchstaben.
Einzelne Straßen besitzen oft verschiedene Postleitzahlen für die geraden und die ungeraden Hausnummern auf jeweils einer Straßenseite; außerdem werden längere Straßen in Teilstücke unterteilt, die für die Postzustellung eine Einheit bilden. Zusammen mit der Hausnummer bildet die niederländische Postleitzahl einen eindeutigen Code für jede Adresse; dieser eindeutige Code wird auch für andere Zwecke genutzt; zum Beispiel lassen sich manche Fahrradbesitzer den Code in den Fahrradrahmen stanzen, damit ein aufgefundenes Fahrrad dem Besitzer zugeordnet werden kann.
In den Niederlanden können auch Daten gekauft werden, in denen die Postleitzahl mit den geographischen (x,y) Koordinaten des Reichsdreiecksystems verbunden ist. An diese Postleitzahlen sind wiederum weitere Daten gekoppelt, beispielsweise die Anzahl der Wohnungen, die zu dieser Postleitzahl gehören. Diese Daten werden oft benötigt, um mit Hilfe von Geoinformationssystemen Aussagen über die Einwohner der Niederlande zu treffen und etwas über ihre Umgebung zu erfahren, zum Beispiel Grundstückspreise, Einwohnerdichte etc.
Niederländische Adressen haben folgendes Format:
Name
Straßenname Hausnummer
Postleitzahl (zwei Leerzeichen) ORTSNAME
Zum Beispiel:
Gemeente Dantumadiel
Hynsteblom 4
9104 BR 0DAMWÂLD

## Regionen
- 10xx Amsterdam
- 11xx Amsterdam
- 12xx Hilversum
- 13xx Almere
- 14xx Bussum
- 15xx Zaanstad
- 16xx Enkhuizen
- 17xx Heerhugowaard
- 18xx Alkmaar
- 19xx Castricum

- 20xx Haarlem
- 21xx Heemstede
- 22xx Noordwijk
- 23xx Leiden
- 24xx Alphen aan den Rijn
- 25xx Den Haag
- 26xx Delft
- 27xx Zoetermeer
- 28xx Gouda
- 29xx Capelle aan den IJssel

- 30xx Rotterdam
- 31xx Schiedam
- 32xx Spijkenisse
- 33xx Dordrecht
- 34xx IJsselstein
- 35xx Utrecht
- 36xx Maarssen
- 37xx Zeist
- 38xx Amersfoort
- 39xx Veenendaal

- 40xx Tiel
- 41xx Culemborg
- 42xx Gorinchem
- 43xx Zierikzee
- 44xx Yerseke
- 45xx Oostburg
- 46xx Bergen op Zoom
- 47xx Roosendaal
- 48xx Breda
- 49xx Oosterhout

- 50xx Tilburg
- 51xx Dongen
- 52xx ’s-Hertogenbosch
- 53xx Zaltbommel
- 54xx Uden
- 55xx Veldhoven
- 56xx Eindhoven
- 57xx Helmond
- 58xx Venray
- 59xx Venlo

- 60xx Weert
- 61xx Sittard
- 62xx Maastricht
- 63xx Valkenburg
- 64xx Heerlen
- 65xx Nijmegen
- 66xx Wijchen
- 67xx Wageningen
- 68xx Arnhem
- 69xx Zevenaar

- 70xx Doetinchem
- 71xx Winterswijk
- 72xx Zutphen
- 73xx Apeldoorn
- 74xx Deventer
- 75xx Enschede
- 76xx Almelo
- 77xx Dedemsvaart
- 78xx Emmen
- 79xx Hoogeveen

- 80xx Zwolle
- 81xx Raalte
- 82xx Lelystad
- 83xx Emmeloord
- 84xx Gorredijk
- 85xx Joure
- 86xx Sneek
- 87xx Bolsward
- 88xx Franeker
- 89xx Leeuwarden

- 90xx Grouw
- 91xx Dokkum
- 92xx Drachten
- 93xx Roden
- 94xx Assen
- 95xx Stadskanaal
- 96xx Hoogezand
- 97xx Groningen
- 98xx Zuidhorn
- 99xx Appingedam

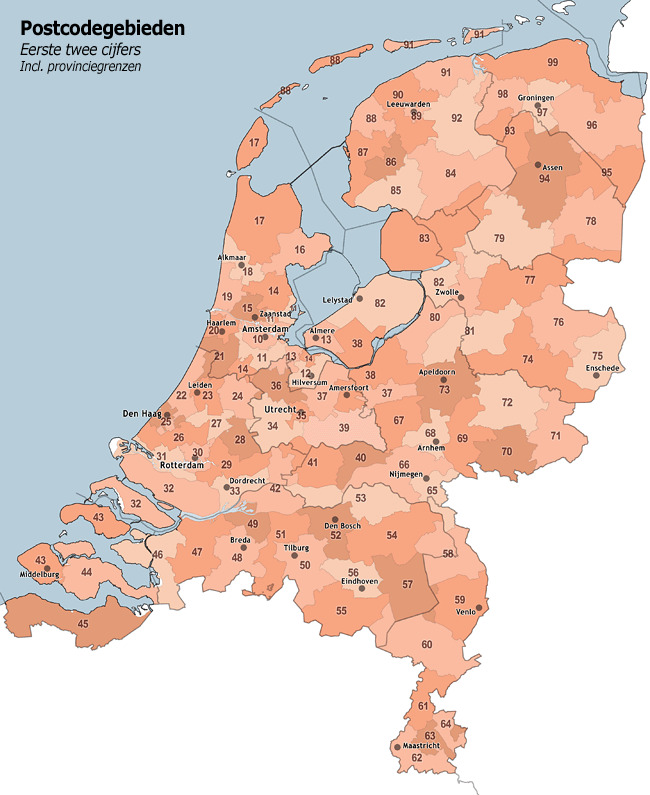
Postleitzahlen-Gebiete der Niederlande (die ersten beiden Stellen) mit Provinzgrenzen (schwarz)

Die Postleitzahlen mit der Zahl 1000 gehören Postfächern in Amsterdam an. Auch andere Postleitzahlen, die auf ..00 enden, sind in Städten für Postfachanschriften reserviert. Das Dorf Stitswerd, Gemeinde Het Hogeland hat die Postleitzahlen mit der Zahl 9999.